# 赤平市
赤平市（あかびらし）は、北海道中部（道央地方）に位置し、空知総合振興局に属する市。

## 概要
空知川流域に位置する市である。かつて石炭産業で栄え最盛期には59,430人の人口（1960年）を擁していたが、その衰退により現在の人口は激減。地域経済の建て直しに取り組み、ズリ山・立坑などの炭鉱産業遺産を生かした観光に力を入れている。
その他にも、キャンプ場、温泉なども所在する。
「白蛇」「雪女」「アイヌ叙事詩（ユーカラ）」などの説話・民話がある。

### 地名の由来
アイヌ語に由来するが諸説ある。
「フレピラ」〔赤い・岩〕の意訳という説、「ワッカピラ」〔水・崖〕に字を当てたという説が有力であるほか、「アカピラ」〔山稜の？・ガケ〕に由来する説がある。

## 地理

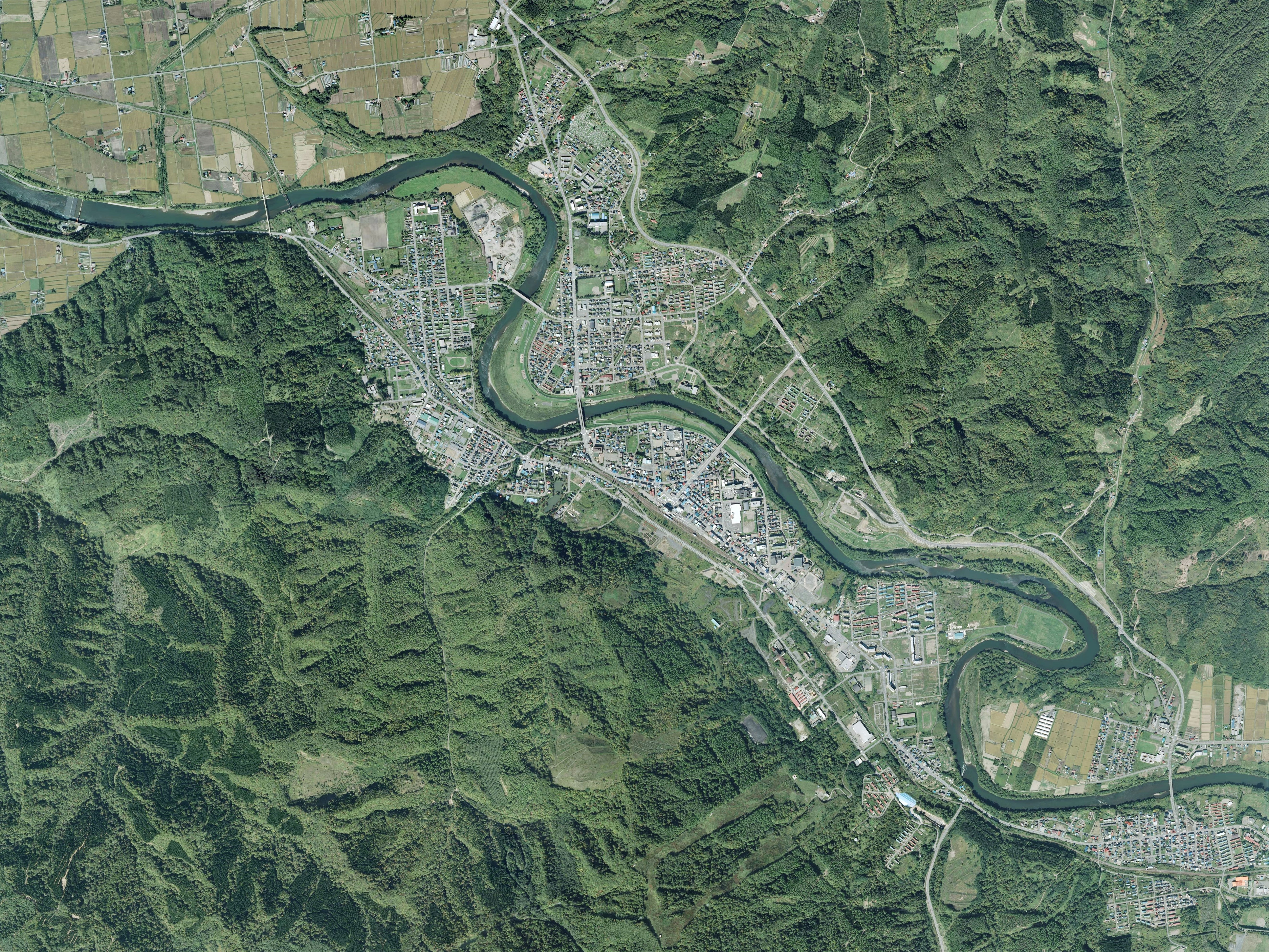
赤平市中心部周辺の空中写真。2009年9月27日撮影の8枚を合成作成。
。

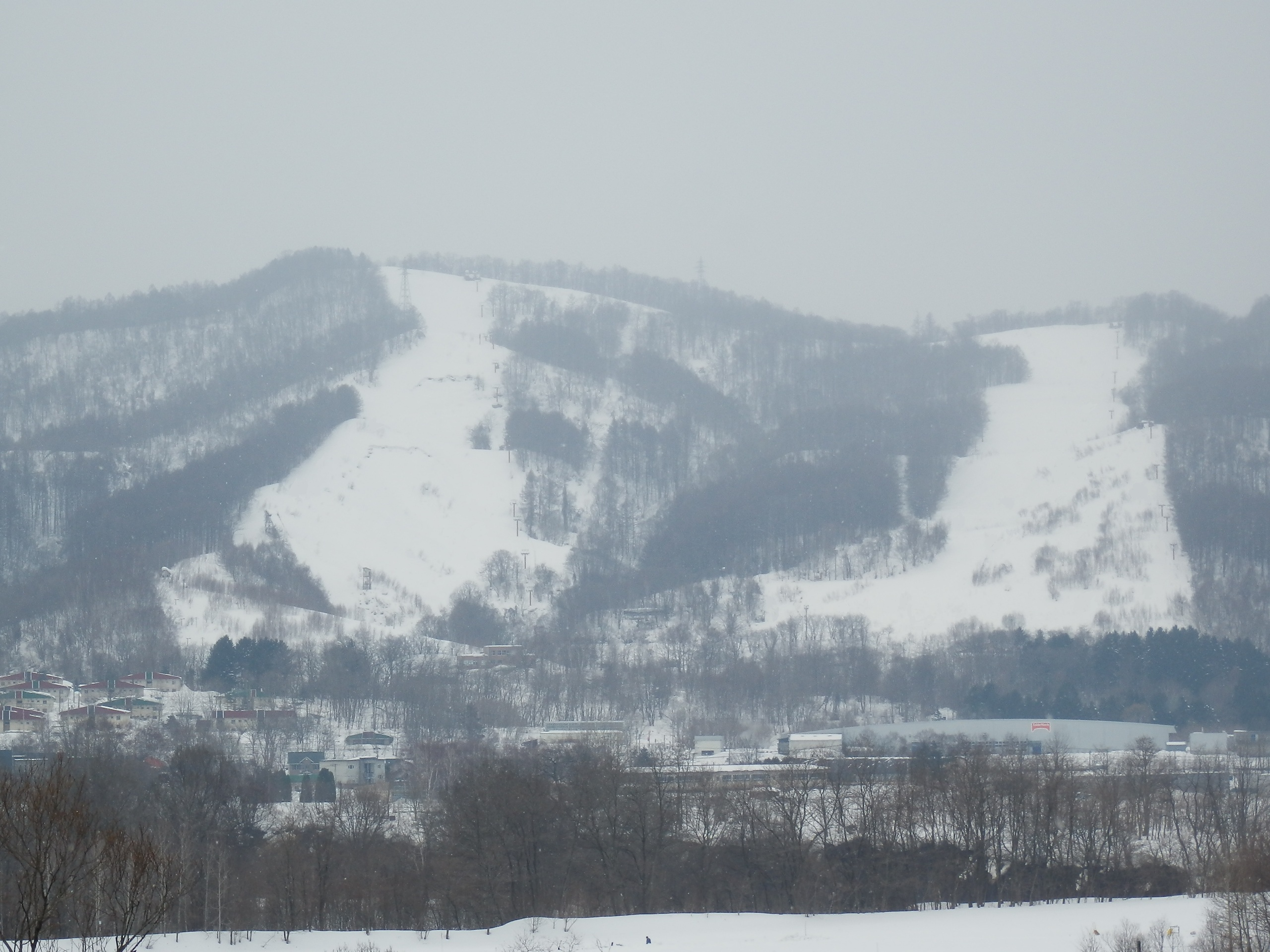
赤平山

- 北海道空知総合振興局管内中央部（中空知）に位置する。市域には空知川が東から西にむかって蛇行しながら流れている。かつては歌志内方面から茂尻に開拓が進んだが、現在は空知川沿いに市街地が広がっている。
- 川と平行する形で根室本線、国道38号線が走っており、日高山脈越えの国鉄石勝線及び国道日勝峠ルートが開通するまでは道東と道央を結ぶ重要な交通路であった。

### 地形

#### 山地
主な山
- イルムケップ山
- 赤平山
- 神威岳

#### 河川
主な川
- 空知川
- ナエ川
- ハクシュオモナイ川
- 幌倉川
- 赤間沢川
- ペンケキプシュナイ川
- 桂川
- ゴリョウ川

### 地域
- 字赤平（あかびら）
- 泉町（いずみまち）1〜4丁目
- エルム町（えるむちょう）
- 大町（おおまち）1〜4丁目
- 北文京町（きたぶんきょうちょう）1〜5丁目
- 共和町（きょわちょう）
- 幸町（さいわいちょう）1〜7丁目
- 桜木町（さくらぎちょう）1〜5丁目
- 昭和町（しょうわちょう）1〜6丁目
- 住吉町（すみよしちょう）
- 豊丘町（とよおかちょう）1〜3丁目
- 字豊里（とよさと）
- 錦町（にしきまち）1〜3丁目
- 西豊里町（にしとよさとちょう）
- 西文京町（にしぶんきょうちょう）1〜5丁目
- 東大町（ひがしおおまち）1〜3丁目
- 東豊里町（ひがしとよさとちょう）
- 東文京町（ひがしぶんきょうちょう）1〜4丁目
- 百戸町東（ひゃっこちょうひがし）1〜5丁目
- 百戸町西（ひゃっこちょうにし）1〜6丁目
- 百戸町北（ひゃっこちょうきた）
- 平岸桂町（ひらぎしかつらちょう）
- 平岸新光町（ひらぎししんこうちょう）1〜9丁目
- 平岸仲町（ひらぎしなかまち）1〜6丁目
- 平岸東町（ひらぎしひがしまち）1〜6丁目
- 平岸西町（ひらぎしにしまち）1〜6丁目
- 平岸南町（ひらぎしみなみまち）
- 平岸曙町（ひらぎしあけぼのちょう）1〜6丁目
- 豊栄町（ほうえいちょう）1〜5丁目
- 幌岡町（ほろおかちょう）
- 本町（ほんちょう）1〜3丁目
- 美園町（みそのちょう）1〜5丁目
- 宮下町（みやしたちょう）1〜5丁目
- 茂尻（もじり）
- 茂尻旭町（もじりあさひまち）1〜3丁目
- 茂尻春日町（もじりかすがちょう）1〜3丁目
- 茂尻栄町（もじりさかえまち）1〜5丁目
- 茂尻新春日町（もじりしんかすがちょう）1〜2丁目
- 茂尻新町（もじりしんまち）1〜5丁目
- 茂尻中央町南（もじりちゅうおうちょうみなみ）1〜6丁目
- 茂尻中央町北（もじりちゅうおうちょうきた）1〜2丁目
- 茂尻本町（もじりほんちょう）1〜4丁目
- 茂尻宮下町（もじりみやしたちょう）
- 茂尻元町南（もじりもとまちみなみ）1〜5丁目
- 茂尻元町北（もじりもとまちきた）1〜6丁目
- 若木町東（わかきちょうひがし）1〜9丁目
- 若木町西（わかきちょうにし）1〜6丁目
- 若木町南（わかきちょうみなみ）1〜5丁目
- 若木町北（わかきちょうきた）1〜8丁目

### 住宅団地
- 豊丘南団地
- 道営住宅宮下団地
- 道営住宅文京団地

### 人口
2019年10月に人口が1万人を割り込んだ。人口が1万人を割り込んだ市は歌志内市、三笠市、夕張市に次いで4例目となる。
| |                                        |  |
| 赤平市と全国の年齢別人口分布（2005年） | 赤平市の年齢・男女別人口分布（2005年） |  |
| ■紫色 ― 赤平市 ■緑色 ― 日本全国 | ■青色 ― 男性 ■赤色 ― 女性              |  |
| 赤平市（に相当する地域）の人口の推移 \| 1970年（昭和45年） \| 34,904人 \| \| \| 1975年（昭和50年） \| 26,363人 \| \| \| 1980年（昭和55年） \| 25,467人 \| \| \| 1985年（昭和60年） \| 22,645人 \| \| \| 1990年（平成2年） \| 19,409人 \| \| \| 1995年（平成7年） \| 17,351人 \| \| \| 2000年（平成12年） \| 15,753人 \| \| \| 2005年（平成17年） \| 14,401人 \| \| \| 2010年（平成22年） \| 12,637人 \| \| \| 2015年（平成27年） \| 11,105人 \| \| \| 2020年（令和2年） \| 9,698人 \| \| |                                        |  |
| 総務省統計局 国勢調査より |                                        |  |
| 1970年（昭和45年） | 34,904人                               |  |
| 1975年（昭和50年） | 26,363人                               |  |
| 1980年（昭和55年） | 25,467人                               |  |
| 1985年（昭和60年） | 22,645人                               |  |
| 1990年（平成2年） | 19,409人                               |  |
| 1995年（平成7年） | 17,351人                               |  |
| 2000年（平成12年） | 15,753人                               |  |
| 2005年（平成17年） | 14,401人                               |  |
| 2010年（平成22年） | 12,637人                               |  |
| 2015年（平成27年） | 11,105人                               |  |
| 2020年（令和2年） | 9,698人                                |  |

#### 消滅集落
2015年国勢調査によれば、以下の集落は調査時点で人口0人の消滅集落となっている。
- 赤平市
  - 平岸
  - 百戸町北
  - 茂尻宮下町

### 隣接している自治体
空知総合振興局
- 歌志内市
- 砂川市
- 滝川市
- 深川市
- 芦別市

## 歴史

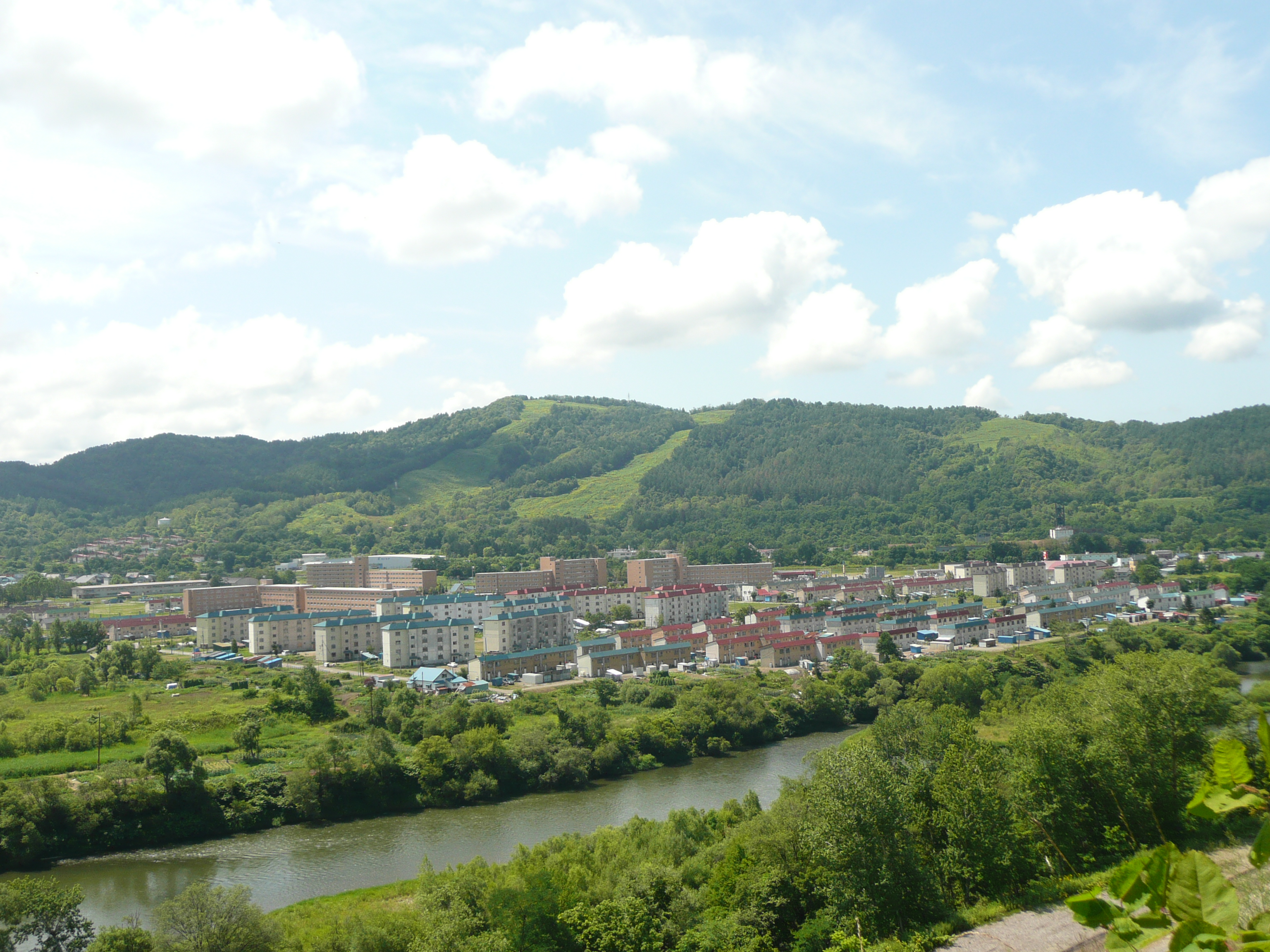
国道38号線から俯瞰した住友地区の旧炭鉱住宅群

### 沿革
- アイヌが暮らし、民俗伝承がある。
- 1873年（明治6年）：榎本武揚が空知川流域を踏査。
- 1891年（明治24年）：入植開始
- 1906年（明治39年）4月1日：空知郡歌志内村、二級町村に指定
- 1918年（大正7年）：茂尻炭礦開坑
- 1919年（大正8年）4月1日：歌志内村、一級町村に移行
- 1922年（大正11年）4月1日：歌志内村より分立し、空知郡赤平村施行。二級町村に指定

- 1925年（大正14年）6月：茂尻炭鉱でガス爆発事故。死者11人
- 1926年（大正15年）12月：茂尻炭鉱でガス爆発事故。死者10人
- 1929年（昭和4年）12月：一級町村に移行
- 1926年（昭和6年）11月：茂尻炭鉱でガス爆発事故。死者11人
- 1935年（昭和10年）5月6日：茂尻炭鉱でガス爆発事故。死者・行方不明者94人[4]
- 1937年（昭和12年）：昭和電工豊里炭砿開坑
- 1938年（昭和13年）：住友石炭鉱業赤平炭砿・北海道炭礦汽船赤間炭鉱開坑
- 1943年（昭和18年）
  - 2月11日：町制施行し赤平町となる。
  - 6月1日：北海道一級・二級町村制廃止
- 1954年（昭和29年）7月1日：市制施行し赤平市となる。
- 1955年（昭和30年）11月1日：茂尻炭鉱でガス爆発事故。死者71人[5]。
- 1967年（昭和42年）：昭和電工豊里炭鉱閉山
- 1969年（昭和44年）4月2日：雄別茂尻炭鉱で発破作業のミスでガス爆発事故。死者19人、重軽症30人[6]。事故を契機に閉山に至る。
- 1973年（昭和48年）：北海道炭礦汽船赤間炭鉱閉山
- 1994年（平成6年）：住友石炭鉱業赤平炭鉱閉山
- 2003年（平成15年）：中空知地域合併協議会設置
- 2008年（平成20年）：北海道が市に最大で約28億円低利融資の支援方針を決定
- 2015年（平成27年）2月28日：ドラマ『不便な便利屋』の撮影で実際に、1時間で作るスノーマン（雪だるま）の数2036体のギネス世界記録達成[7]

## 政治

### 行政

#### 市長
- 市長：畠山渉（2019年5月7日就任、2期目）

市役所が中心地に設置され、茂尻支所・平岸連絡所がある。

#### 歴代首長
| 代 | 氏名     | 在職期間                      |
| -- | -------- | ----------------------------- |
| 1  | 菅原孝樹 | 1922年4月1日 - 1924年2月9日   |
| 2  | 河崎八郎 | 1924年2月9日 - 1927年4月11日  |
| 3  | 阿部秀雄 | 1927年4月11日 - 1929年3月31日 |
| 4  | 河崎八郎 | 1929年7月7日 - 1943年2月10日  |

1929年4月1日から7月6日までは、阿部秀雄が村長臨時代理。
| 代 | 氏名     | 在職期間                      |
| -- | -------- | ----------------------------- |
| 1  | 河崎八郎 | 1943年2月11日 - 1945年7月11日 |
| 2  | 曽我武美 | 1945年7月31日 - 1946年11月9日 |
| 3  | 三上貫一 | 1947年4月10日 - 1954年6月30日 |

| 代 | 氏名       | 在職期間                     |
| -- | ---------- | ---------------------------- |
| 1  | 三上貫一   | 1954年7月1日 - 1955年4月30日 |
| 2  | 遠藤勝太郎 | 1955年5月1日 - 1975年4月30日 |
| 3  | 佐々木肇   | 1975年5月1日 - 1987年4月30日 |
| 4  | 親松貞義   | 1987年5月1日 - 2003年4月30日 |
| 5  | 高尾弘明   | 2003年5月1日 - 2015年4月30日 |
| 6  | 菊島好孝   | 2015年5月1日 - 2019年4月30日 |
| 7  | 畠山渉     | 2019年5月1日 -               |

### 議会

#### 市議会
- 市議会：議員定数10人

## 施設

### 警察
本部
- 北海道警察 札幌方面本部

警察署
- 赤歌警察署[13]
  - 駅前交番
  - 文京町交番
  - 共和駐在所
  - 茂尻駐在所
  - 平岸駐在所

### 消防
本部
- 滝川地区広域消防事務組合

消防署
- 赤平消防署

### 医療
主な病院
- あかびら市立病院

### 郵便局
- 赤平郵便局（集配局）
- 赤平泉町郵便局
- 赤平西郵便局
- 赤平東郵便局
- 茂尻郵便局
- 平岸郵便局
- 文京簡易郵便局

## 対外関係

### 姉妹都市･提携都市

#### 海外
- 三陟市（大韓民国 江原特別自治道）-（1997年）
- 汨羅市（中華人民共和国 湖南省）-（1999年）

## 経済

### 第一次産業

#### 農業
- 花卉栽培事業

農協
- たきかわ農業協同組合（JAたきかわ）赤平支店

### 第三次産業

#### 観光業
- 産業遺産やレジャーが主な観光資源となっている。

#### 物流
- ヤマト運輸：道北主管支店赤平センター
- 佐川急便：滝川営業所（滝川市）
- 日本通運：滝川支店（滝川市）

### 金融機関
- 北洋銀行赤平支店 - 2025年6月9日付で滝川支店（滝川市）内の店舗内店舗となる[14]。
- 北海道銀行赤平支店
- 北門信用金庫赤平支店
- 空知商工信用組合赤平支店

### 赤平市に拠点を置く主な企業
- エリエールペーパー株式会社　赤平工場（大王製紙グループ）
- 株式会社いたがき
- 株式会社植松電機
- エイジー・シーアックス株式会社北海道工場
- エースラゲージ株式会社北海道赤平工場
- 住友石炭鉱業株式会社赤平事務所
- 株式会社ソラチ・クォーツ
- 空知単板工業株式会社
- トルク精密工業株式会社
- 西出興業株式会社
- 株式会社北海道加ト吉（テーブルマークグループ）

## 情報･通信

### マスメディア

#### 新聞社
- プレス空知中空知東支局

#### 中継局
- 赤平中継局

## 教育

### 高等学校
- 市内に高等学校は存在しない

### 中学校
- 赤平市立赤平中学校[15]

### 小学校
- 赤平市立赤平小学校

### 廃校となった学校
高等学校
- 北海道赤平西高等学校（1989年、赤平東高等学校と統合し赤平高等学校へ改称）
- 北海道赤平東高等学校（1989年、赤平西高等学校と統合し赤平高等学校へ改称、1990年に閉校）
- 北海道赤平高等学校 (2015年、閉校)
- 住友赤平高等鉱業学校（1958年開校、1975年3月閉校）

中学校
- 赤平市立住友赤平中学校（1977年、双葉中学校と統合し赤平中央中学校へ改称）
- 赤平市立住吉中学校（1971年、赤平中学校へ統合）
- 赤平市立双葉中学校（1977年、住友赤平中学校と統合し赤平中央中学校へ改称）
- 赤平市立幌岡中学校（1984年、廃校）
- 赤平市立茂尻中学校（2007年、赤平中央中学校へ統合）
- 赤平市立平岸中学校（2007年、赤平中央中学校へ統合）
- 赤平市立赤平中央中学校 (2019年閉校)

小学校
- 赤平市立旭丘小学校（百戸小学校大谷沢分校から改称、1970年に廃校）
- 赤平市立住吉小学校（1994年、廃校）
- 赤平市立幌岡小学校（2002年、赤間小学校へ統合）
- 赤平市立百戸小学校（2005年、茂尻小学校へ統合）
- 赤平市立赤平小学校<初代>（2007年、住友赤平小学校・豊里小学校・赤間小学校へ分割統合）
- 赤平市立住友赤平小学校（2014年、茂尻小学校へ統合）
- 赤平市立平岸小学校（2014年、茂尻小学校へ統合）
- 赤平市立赤間小学校（2022年、赤平小学校<二代>へ統合）
- 赤平市立豊里小学校（同上）
- 赤平市立茂尻小学校（同上）

## 交通

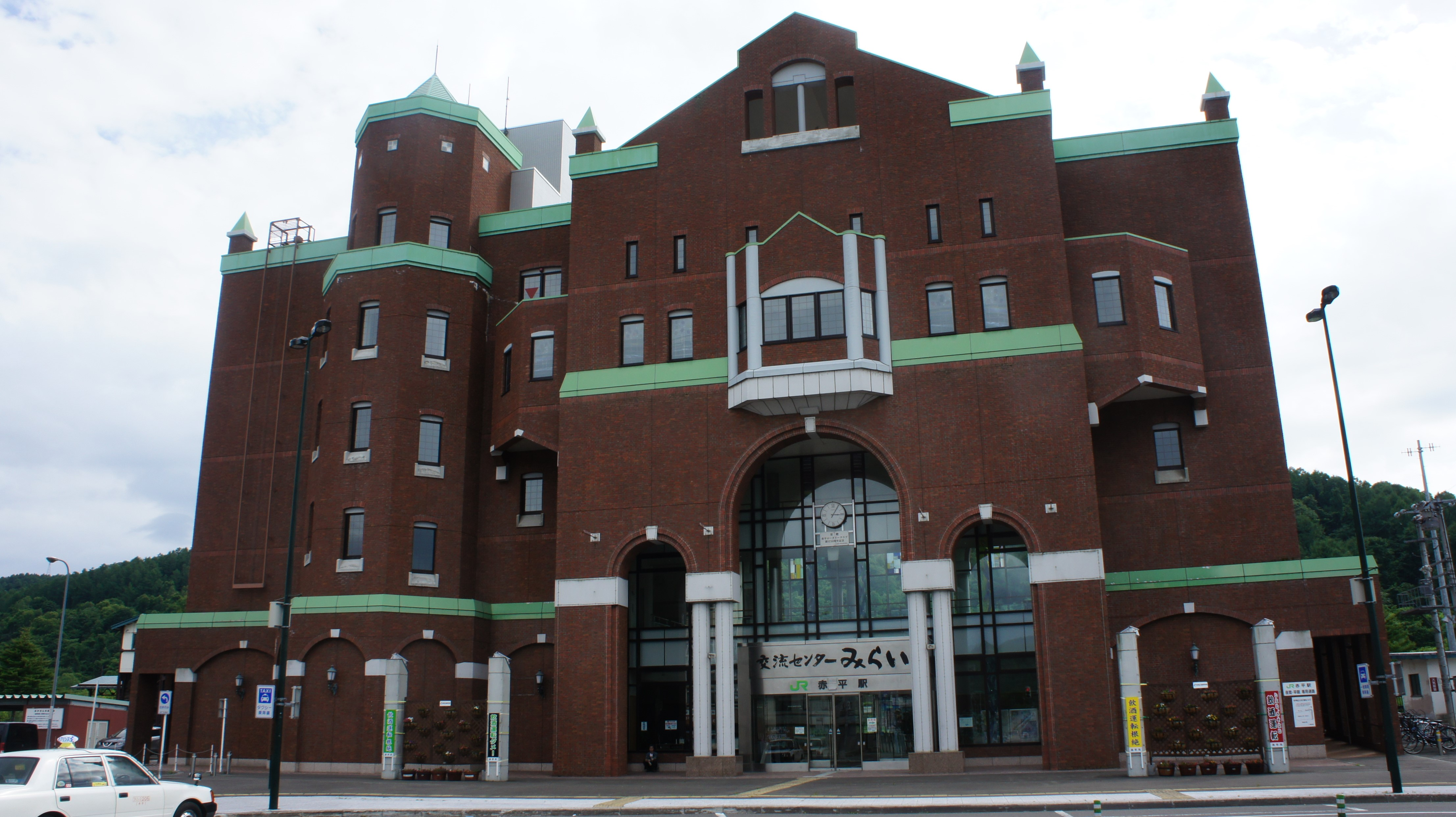
赤平駅

### 鉄道
北海道旅客鉄道（JR北海道）
- 根室本線：赤平駅 - 茂尻駅 - 平岸駅

### バス

#### 路線バス
- 北海道中央バス（滝川営業所、高速ふらの号）[16]
  - 北海道中央バス赤平ターミナルは廃止。

### タクシー
- 芦別圏エリア

タクシー会社
- 西出ハイヤー
- プリンスハイヤー

### 道路

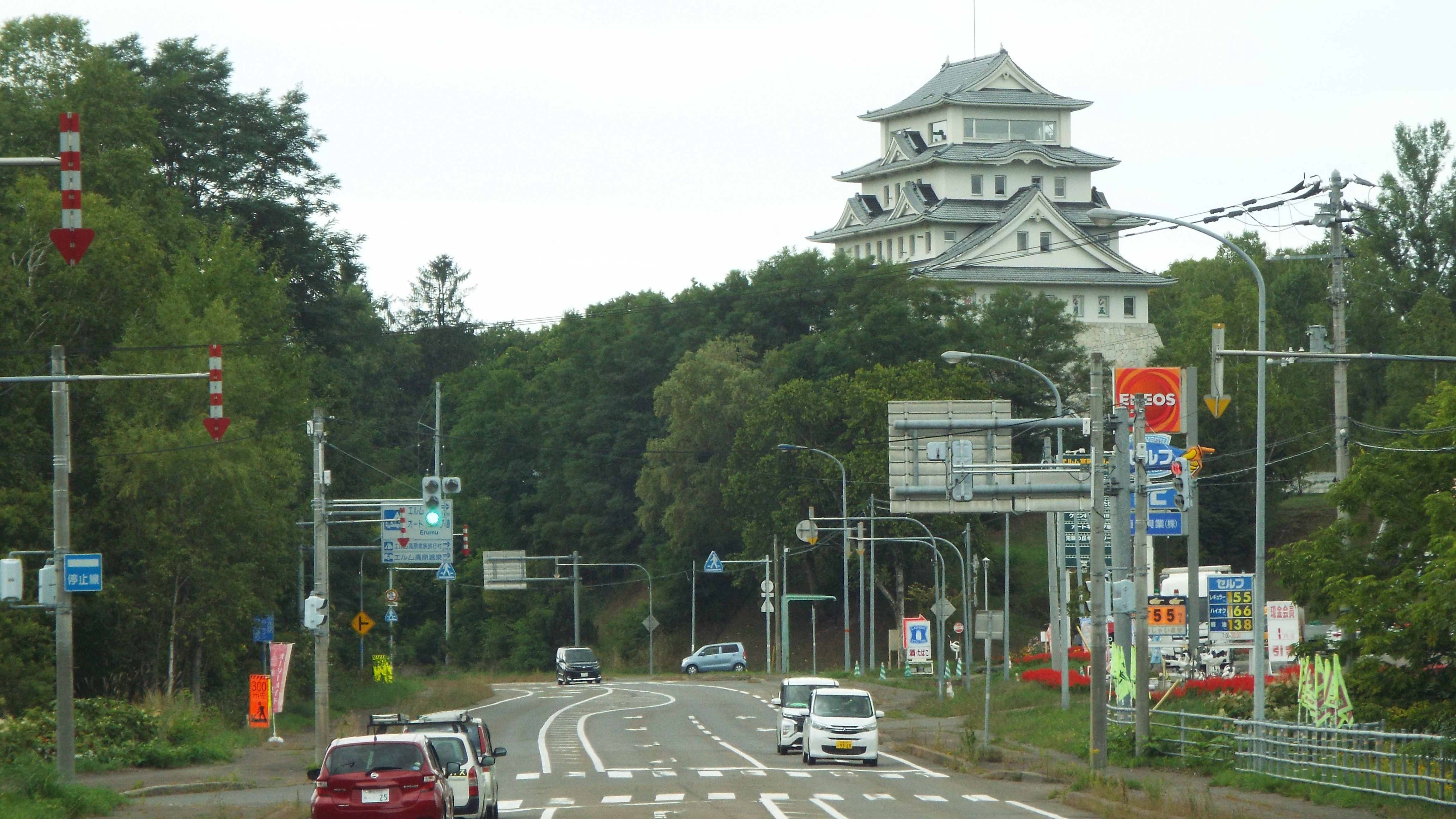
市内の国道38号と赤平徳川城

#### 国道
- 国道38号（芦別国道。赤平バイパス）

#### 道道
主要地方道
- 北海道道114号赤平奈井江線

一般道道
- 北海道道224号芦別赤平線
- 北海道道227号赤平滝川線
- 北海道道339号高根平岸停車場線
- 北海道道564号江部乙赤平線
- 北海道道691号赤平歌志内線

## 観光

### 文化財

#### 市指定文化財
- 奈江沢遺跡出土の棍棒形石器
- 住吉獅子舞 - 住吉獅子舞保存会、住吉神社

### 観光スポット
- オートキャンプ場
- エルム高原家族旅行村
- エルム高原温泉ゆったり
- エルム森林公園

## 文化・名物

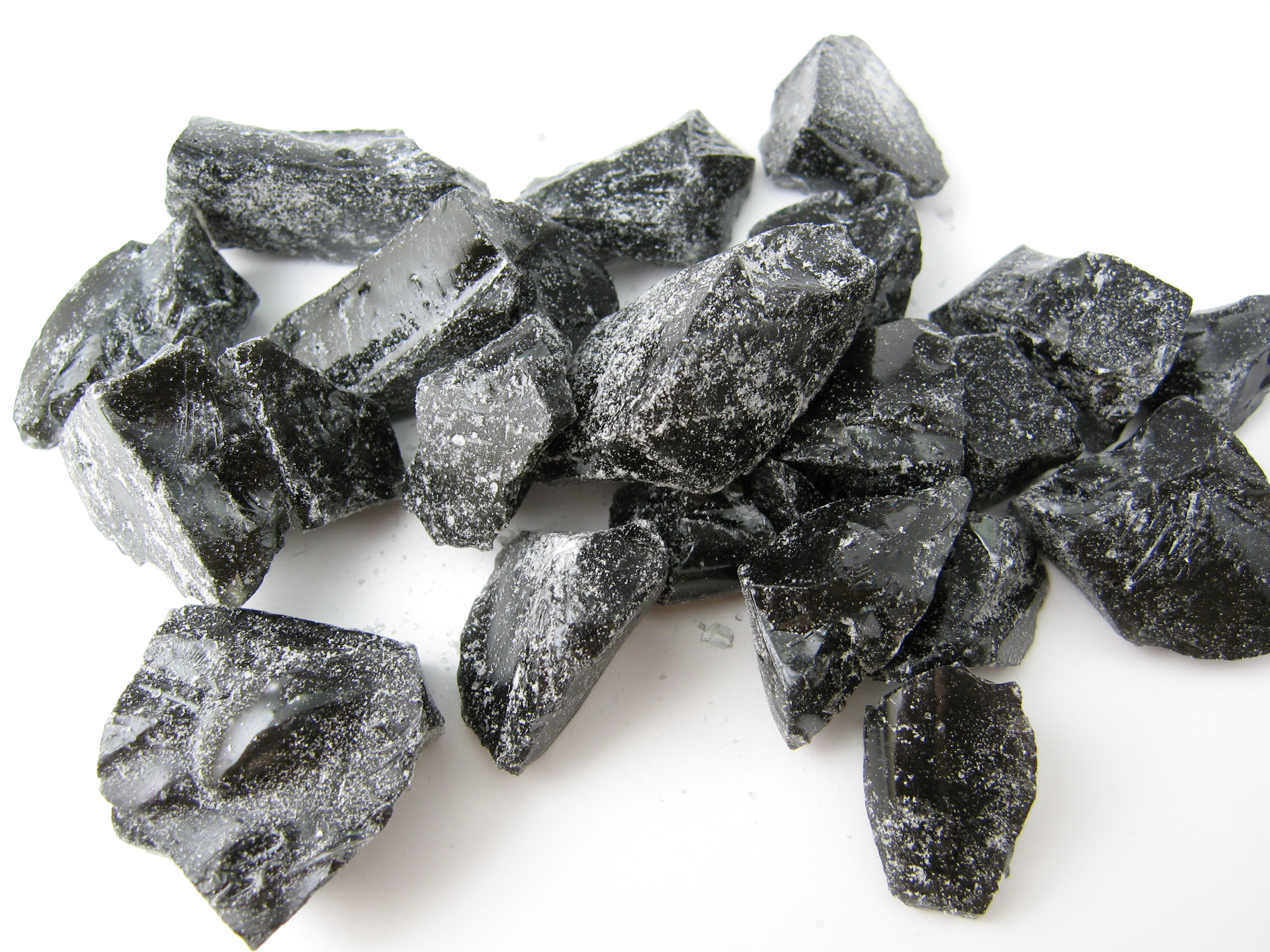
塊炭飴（石川商店）

### 祭事・催事
- あかびら火まつり
- 北海道クラシックカーフェスティバル（最新は2008年開催)
- サマーフェスティバル

### 名産・特産
- 塊炭飴 - 石炭を模した飴。色がかなり黒い。
- がんがん鍋[17]

### 日本一
赤平市の日本一
- 日本一のズリ山（ボタ山）階段（777段）
市制100年を記念して、町の活性化を願って標高197mのズリ山に建設された階段[18]。それまでズリ山階段として日本一だった長崎県のボタ山階段（555段）を抜いて日本一となった。階段を登ると頂上から赤平市街地のほか、暑寒別岳や十勝岳を一望することができる[18]。
- 日本一最速流しソーメン - ズリ山階段頂上777段より222段までの全長 307m、最高速度 14.5km/h、平均速度 10.9km/h、高低差 92m

## 出身・関連著名人

### 出身著名人
- 川野恵子（元東神楽町長）
- 石飛博光（書道家）
- 34代目式守伊之助（元大相撲立行司）
- 亀田和明 - （外交官）　駐ウガンダ大使、元外務省研修所総括指導官、元外務省総合外交政策局外交政策調整官
- 笹川紀勝（憲法学者）　国際基督教大学名誉教授、元明治大学教授
- 鈴井貴之（俳優・タレント・映画監督・舞台/TV番組企画制作：代表作『水曜どうでしょう』、CREATIVE OFFICE CUEの取締役会長、現在当市に在住）
  - 不便な便利屋 - 鈴井監督のドラマ。市内で撮影を行った。
  - 水曜どうでしょう - 「北海道で家、建てます」（2019新作）では全編市内で撮影を行った。撮影は、2017年1月から行われた。
- 三好鉄生（ロックシンガー）
- 庄司夕起（バレーボール選手）
- 藤井修一 -（料理人。元章月グランドホテル料理長、現在、和歌山県白良荘グランドホテル総料理長。1998年、テレビ番組「料理の鉄人」に出演。）
- 大谷直人（最高裁判所長官）
- 石井亨（元仙台市長）
- 黒木亮（経済小説家・箱根駅伝選手）
- 髙島泰都（プロ野球選手）

### ゆかりの人物
- 奥華子（シンガーソングライター・作曲家、母親の出身地）
- 蔦井與三吉（実業家）

## 備考
2006年4月に実施された赤平市インターネット公売で、市税滞納で差押えられた国鉄D51形蒸気機関車の精巧模型が800万円で売れた（このときの記録）。